# Chocques
Chocques is een gemeente in het Franse departement Pas-de-Calais (regio Hauts-de-France). De plaats maakt deel uit van het arrondissement Béthune. In de gemeente ligt spoorwegstation Chocques. Chocques telde op 1 januari 2022 2.808 inwoners.

## Geografie
De oppervlakte van Chocques bedroeg op 1 januari 2022 7,95 vierkante kilometer; de bevolkingsdichtheid was toen 353,2 inwoners per km².

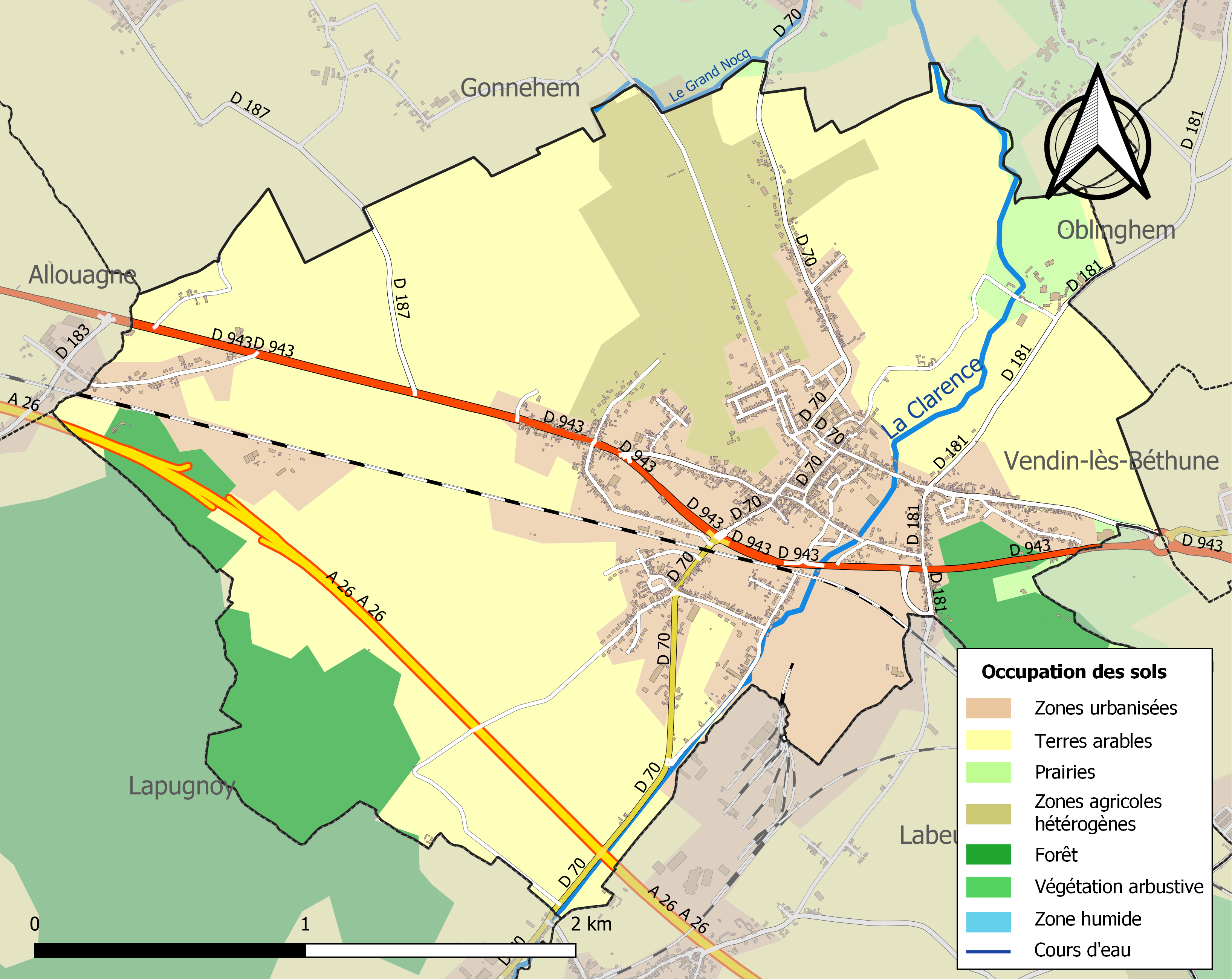
Kaart van de gemeente met de belangrijkste infrastructuur, bodemgebruik en omliggende gemeenten

## Demografie
Onderstaande figuur toont het verloop van het inwonertal (bron: INSEE-tellingen).

## Geboren
- Arnulf van Chocques (?-1118), geestelijke